# Calathea congesta
Calathea congesta är en strimbladsväxtart som beskrevs av H.A.Kenn. Calathea congesta ingår i släktet Calathea och familjen strimbladsväxter. Inga underarter finns listade.